# Berrister Gap
Berrister Gap (englisch, bulgarisch седловина Беристър sedlowina Berister) ist ein 191 m hoher und 3,7 km langer Bergsattel auf der Livingston-Insel im Archipel der Südlichen Shetlandinseln. Als Teil der Wasserscheide zwischen dem Werila-Gletscher im Südosten und dem Etar-Schneefeld im Nordwesten liegt er zwischen dem Casanovas Peak und dem Rotch Dome.
Bulgarische Wissenschaftler kartierten ihn 2009 und 2017. Die bulgarische Kommission für Antarktische Geographische Namen benannte ihn im April 2021 nach Andrew Berrister, dem Wissenschaftler aus dem Roman The Killing Ship von Simon Beaufort (Pseudonym der Autorin Susanna Gregory) aus dem Jahr 2016, der diesen Gebirgspass auf dem Weg vom Hannah Point zur Barclay Bay passiert.